# Vampirella
Vampirella är en amerikansk tecknad serie och tillika namnet på dess huvudfigur. Figuren skapades av Forrest J. Ackerman för Warren Publishings svartvita skräckserie av samma namn och vidareutvecklades av Archie Goodwin med tecknarna Frank Frazetta och Tom Sutton.
Vampirella dök först upp som skräckvärd i Vampirella #1 (sept. 1969), och förblev det tills nummer #8 (nov. 1970) där hon istället blev huvudperson i sin egen serie.

## Publikationshistoria

### Warren Publishing
Vampirella introducerades för första gången genom Warren Publishings Vampirella #1 (sept. 1969) och varade till #112 (1983). Serien var en systertidning till Warrens skräckserietidningar Creepy och Eerie. Precis som dessa seriers maskotar "Uncle Creepy" och "Cousin Eerie" var Vampirella bara en fiktiv "värd" för det antalet skräckhistorier som publicerades genom serietidningens antologier. Till skillnad från de andra två värdarna blev Vampirella stjärna i sin egen berättelse till slut. Vampirella redigerades till en början av Bill Parente, senare togs den över av Archie Goodwin (nummer #7-12, 34-5), Billy Graham (#13-16), Bill DuBay (#21-50, 87-95, 101-102) och Louise Jones (#51-86).
De första tecknarna att arbeta med Vampirella var inflytelserika Frank Frazetta (omslaget) och Tom Sutton (serien). Jose Gonzalez (tecknare) blev seriens huvudsaklige tecknare från och med #12. Andra konstnärer som skulle teckna Vampirella under tidningens första era inkluderar Gonzalo Mayo, Leopold Sanchez, Esteban Maroto, José Ortiz, Escolano, Rudy Nebres, Ramon Torrents, Pablo Marcos, Jim Janes, John Lakey och Val Lakey.
De bi-serier som också publicerades i Vampirella var bl.a. "Tomb of the Gods", "Pantha" och "Fleur". Vampirella själv dök upp i berättelser vid sidan av Warren-figurerna Pantha och The Rook i Eerie #94-95, samt med de flesta andra Warrens figurgalleri i ett specialnummer av Eerie (#130). Det sista numret av den första Vampirella-serien publicerades i mars 1983.

### Harris Publications
Efter Warrens konkurs köpte Harris Publications upp företagets rättigheter i augusti 1983, även om legala tvetydigheter och en stämning från 1998 från Warrenpublicisten James Warren resulterat i hans återtagande av rättigheterna till systerserierna Creepy and Eerie. Harris Comics publicerade Vampirella berättelser i flera serietidningar mellan åren 1991 och 2007. Harris publicerade också Vampirella #113 år 1988, det var en enskild serietidning som handlade om fortsättningen till de händelser som utspelat sig i originalserien.
Vid "Fangoria Weekend of Horrors"-konventet i januari 2007 avslöjade Scott Licina, chefredaktör av Fangoria Comics, att hans serieförlag köpt upp rättigheterna till Vampirella från Harris. Den 30 april påstod dock Harris redaktör Bon Alimagno att avslöjandet var falskt. Harris lanserade sedan titeln Vampirella Quarterly.

## Fiktiv biografi
Vampirella presenterades till en början som en invånare på planeten Drakulon, en värld där folk levde på blod och där detta rann ymnigt i planetens floder. Drakulon var i omlopp kring två solar, Satyr och Circe. Den förstnämnda av dessa solar fick emellertid utbrott då och då för att döda allt levande på planeten. När effekterna av den senaste explosionen ebbade ut påbörjades en ny civilisation. Rasen till vilken Vampirella föddes och som kallades för "Vampiri", hade förmågan att förvandla sig själva till fladdermöss, skjuta ut vingar ur sina ryggar och dricka blod.
Seriens berättelse inleds med förgörelsen av invånarna på planeten Drakulon av ett utbrott från en av dess solar. Några få av de döende vampyrerna som fanns kvar efter explosionen såg ett rymdskepp från Jorden störta på planeten. Vampirella skickades dit för att undersöka saken och anfölls vid skeppet av varelser som hon upptäckte hade blod i sina ådror. För att rädda sin art lyckades hon styra skeppet tillbaka till Jorden där hennes äventyr tar sin början. Efter ett tag på Jorden blir Vampirella en "god" vampyr som dedikerar sin energi till att utrota planetens vampyrer.
Harris Comics återupplivade Vampirella i miniserien Morning In America, skriven av Kurt Busiek. I Busieks historia etablerades det att Vampirella blivit hjärntvättad av sin syster och bror (i berättelsen "Mystery Walk") att tro att hon var från planeten Drakulon. Hon blev också varse att hon i själva verket var dotter till Lilith, en mytisk figur som under medeltid påstods vara Adams första fru. Lilith ville inte underkasta sig Adam och förkastades enligt sägnen från Eden. I serien avslöjades det hur hon sedan blev impregnerad av demoner i helvetet och att hon sedan födde massor av vampyrer som senare skulle börja döda Adam och Evas avkomma på Jorden. Senare sökte Lilith förlåtelse från Gud och födde kort därefter Vampirella, en dotter som hon skickade till Jorden för att återgälda sina misstag och döda alla vampyrer hon gett upphov till. Enligt denna version av Vampirellas ursprung var Drakulon alltså ingen planet, utan den del av helvetet där Lilith levde och styrde innan Vampirellas födelse.

## Figurgalleri
- Vampirella

Hjältinnan anses vara en vampyr eftersom hon behöver blod för att överleva och har många av de traditionella vampyrkrafterna, inklusive stor styrka och förhöjda reflexer. Hon har också förmåga att förändra sin skepnad till den av en fladdermus och besitter en hypnotisk blick. Hon är emellertid inte sårbar för artens vanliga svagheter såsom solljus, heligt vatten, lök eller krucifix. Hon kan inte heller transformera andra till vampyrer. Hon attackerar inte människor för att dricka deras blod bortsett från de tillfällen då hon själv blir anfallen. Hon är i stort sett alltid klädd i samma avslöjande röda bikini med vit krage och ett par svarta knähöga stövlar.
- Conrad van Helsing

En blind synsk vampyrjägare. Han tillverkar blodserum som håller Vampirellas törst under kontroll. Han jagade efter Greve Dracula och försökte till en början att förgöra Vampirella då han trodde att hon var grevens brud.
- Adam van Helsing

Conrads son, den siste i en lång tradition av vampyrjägare. Han följde i sin fars fotspår och blev en forskare i det paranormala. Han porträtteras ofta som mer öppensinnig än sin far, han trodde bl.a. att Vampirella var god och till slut blev han förälskad i henne. Vampirella hjälpte ofta Adam i hans forskning, han dog dock i "Vengeance of Vampirella" #25.
- Pendragon / Mordecai the Great

En före detta magiker, nu en kringresande trollkarl. Vampirella reste ofta med honom i Warren-berättelserna.
- Madek och Magdalene

Ond broder respektive broder till Vampirella. Det var de som planterade falska minnen av planeten Drakulon i Vampirellas medvetande. Vampirella har också en blond tvillingsyster vid namn 'Draculina. Hon är emellertid endast med i ett nummer (Vampirella #2).
- Nuberus

Demonen som frestade Vampirella med sitt rätta ursprung för att få tillgång till Jorden.
- Dixie Fattoni

En av döttrarna till en maffiaboss som hon av von Kreist tvingades att döda. Hennes tvillingsyster Trixie förvandlades till vampyr av von Kreists undersåtar. Vampirella tog den föräldralösa flickan i sin vårdnad och tränade henne i konsten att döda vampyrer.
- Pantha

Från början en utomjordisk "shapeshifter" (varelse som kan ändra skepnad) från Vampirellas hemplanet som kan förvandlas till en svart panter. Hon porträtteras vanligtvis som mer våldsam än Vampirella. Senare berättelser skrev om hennes ursprung till det av en antik egyptisk kvinna som förbannats av gudarna på grund av en mordvåg. Hon förbannades att leva för alltid, med perioder där hon inte vet vad hon ska göra eller vem hon är.
- Lilith

Vampirellas mor, baserad på den Lilith som återfinns i en alternativ version av händelserna i Genesis i Bibeln. Lilith var Adams första fru och demonhärskarinna. Hon skickade sin dotter till Jorden för att återgälda för sina misstag. Vampirella Revelations #0-3 (se Bibliografi) avslöjade en mer ondsint sida av henne.

### Warren Publishing

#### Serietidningar
- Vampirella #1-#112 (september 1969–mars 1983)

#### Noveller
- Bloodstalk
- On Alien Wings
- Deadwalk
- Blood Wedding
- Deathgame
- Snakegod

### Harris Comics

#### Huvudserie
- Vampirella #113 (1988)
- Vampirella: Morning in America
- Vampirella's Summer Nights
- Creepy 1993 Fearbook (includes Vampirella story "Bugs" by Kurt Busiek and Art Adams)
- Vampirella #1-5
- Vampirella Strikes #1-7
- Vampirella: Chains of Chaos #1-3
- Vengeance of Vampirella #1-25
- Vampirella Zero
- Vampirella: Death and Destruction #1-3
- Vampirella: Sad Wings of Destiny
- Vampirella Bloodlust #1-2
- Vampirella Lives #1-3
- Vampirella vs. Pantha
- Vampirella vs. Hemorrhage #1-3
- Vampirella Monthly #1-26, Special Issue #0
- Vampirella #1-22
- Vampirella Revelations (book 1) #0-3

- Vampirella Comics Magazine #1-10
- Vampirella Comics Magazine Special

#### Manga
- Vampirella Manga 2999
- Vampirella Manga 3000
- Vampi #1-25
- Vampi Digital
- Vampi Switchblade Kiss/Dark Angel
- Vampi Vicious #1-3
- Vampi Vicious Circle #1-3
- Vampi vs. Xin #1-2

#### Återutgivning of WarrenVampirella
- Comix International #3 (sent 1975) berättelser från #32 & #36 (april & sept. 1974)
- Vampirella Classic #1-5
- Vampirella of Drakulon #1-5, Special Issue 0
- Vampirella Retro #1-3
- Vampirella: Silver Anniversary Collection #1-4
- Vampirella: Legendary Tales #1-2
- Vampirella: Crimson Chronicles #1-4 (trade paperbacks)

#### Samarbeten
- Vampirella/Shadowhawk: Creatures of the Night #1-2
- Catwoman/Vampirella
- Vampirella/Wetworks
- Wetworks/Vampirella
- Vampirella/Shi
- Shi/Vampirella
- Vampirella vs. Painkiller Jane
- Vampirella/Lady Death
- Lady Death vs. Vampirella
- Lady Death vs. Vampirella II
- Purgatori vs. Vampirella
- Vampirella/Witchblade
- Vampirella/Witchblade II: Union of the Damned
- Vampirella/Witchblade III: The Feast
- The Magdalena and Vampirella
- The Magdalena and Vampirella II
- Witchblade/The Magdalena/Vampirella
- Frankenstein Mobster and Vampirella (som webserie)
- The Darkness/Vampirella

#### Övrigt
- Vampirella Flip Book
- Vampirella Pin-up Special
- Vampirella: 25th Anniversary Special
- Vampirella/Dracula: The Centennial
- Vampirella: Julie Strain Special
- Vampirella Model Search Special
- Vampirella Crossover Gallery

## Andra medier

### Spel
- Vampirella: Hell on Earth Battlebook

### Filmatiseringar
- Vampirella är en b-film baserad på serien från 1996. Huvudpersonerna i den spelades av Talisa Soto samt Roger Daltrey och den regisserades av Jim Wynorski.

## Levande modeller
Flera modeller har poserat i Vampirelladräkten för tidningens omslag, vid liveframträdanden samt på planscher och byteskort. Den första modellen att ha på sig dräkten var Barbara Leigh för omslaget av den första Warren-serien Vampirella #67 (mars 1978). Andra officiellt licensierade modeller har inkluderat följande personer:
- Brinke Stevens
- Julie Strain
- Cathy Christian
- Sascha Knopf
- Maria DiAngelis
- Kitana Baker

De spanska tecknarna på Selecciones Illustradas ska ha haft modellen Juana de Haro som huvudsaklig utgångspunkt för utformningen av figuren i de olika serieäventyren.

### Fotnoter
1. ↑  Newsarama.com (Jan. 11, 2007): "Updated: Fangoria Comics Acquires Vampirella", by Matt Brady Arkiverad 2 juni 2007 hämtat från the Wayback Machine.
2. ↑  Newsarama.com (April 30, 2007): "Bon Alimagno on Vampirella Quarterly", by Chris Arrant Arkiverad 2 maj 2007 hämtat från the Wayback Machine.
3. ↑  JESÚS JIMÉNEZ; Jesús Jiménez (28 mars 2016). ”'El arte de Vampirela', cuando los dibujantes españoles conquistaron el mundo” (på spanska). RTVE.es. https://www.rtve.es/noticias/20160328/arte-vampirela-cuando-dibujantes-espanoles-conquistaron-mundo/1326781.shtml. Läst 20 maj 2024.

### Allmänna källor
- Official Site
- Grand Comics Database
- Philadelphia City Paper, Jan. 6-12,2005: "Jim Warren Meets Vampirella"
- "The Warren Magazines", by Richard J. Arndt
- The Comics Journal #253: "The Vampirella Wars"